# Plaça deth Haro
Plaça deth Haro és una obra de Les (Vall d'Aran) protegida com a Bé Cultural d'Interès Local.

## Descripció
La plaça deth Haro es troba al nord-est de Les, darrera de l'església parroquial de Sant Joan Baptista. Aquesta plaça acull l'Haro, un tronc d'avet d'uns 11-12 metres de llarg, durant tot l'any i es el lloc on es realitzen els tres moments de la festa entorn a l'Haro.
L'Haro, que en aranès significa far, es planta dret al mig de la plaça el dia de Sant Pere per cremar-lo la nit de Sant Joan de l'any següent. La festa està integrada per tres moments cronològicament diferenciats: "Era Crèma", que és la festa principal, "Era Quilha" i "Era Shasclada" que son moments de preparació de l'Haro.
El segon dissabte del mes de maig es fa "Era Shasclada", moment en què es transporta el tronc d'avet fins a la plaça amb la participació de tot el poble. Allà es clivella el tronc i s'hi claven cunyes de fusta fins a la meitat de la seva llargada. Un cop fet això, es deixa reposar a la plaça fins al dia que es planti.
"Era Crèma deth Haro" se celebra la nit del 23 de juny o nit de sant Joan. Des de l'església, es porta la imatge de sant Joan en processó i es beneeix l'Haro; a continuació s'encén l'Haro i les "halhes", una mena de torxes fetes amb escorça de cirerer enfilada en un filferro, que es fan voltejar entorn del tronc. Durant la festa es fan danses tradicionals i l'ajuntament ofereix "vin caud" i coca. En acabar la festa es recullen les cendres i els carbons, ja que se'ls hi atribueix propietats profilàctiques per a les persones, el bestiar i els cultius.
"Era Quilha deth Haro" se celebra la tarda del 29 de juny, dia de sant Pere, moment en què es fixa dret al centre de la plaça el nou Haro, que es va preparar al maig, i que la presidirà durant quasi tot un any, fins que es cremi la nit de sant Joan de l'any següent. Un cop plantat i assegurat, els joves s'hi enfilen per coronar-lo amb les flors que han portat les darreres parelles casades del poble.
La plaça deth Haro i els edificis que l'envolten formen part d'un conjunt integral que contribueix ambientalment al lloc. Es tracta d'una plaça no gaire gran, aproximadament de forma rectangular, que al sud connecta amb la plaça de l'Església i el carrer deth Haro, a l'oest amb els carrers del Consell i dels Terçons, al nord al carrer de la Crasta i a l'est al carrer de Savièla. Les construccions que envolten la plaça responen a la tipologia tradicional de casa aranesa, de planta baixa, un o dos pisos i golfes sota la coberta de llosa. De tot el conjunt destaca l'església, per les seves grans dimensions, i el futur Centre d'Interpretació de l'Haro. Aquest centre s'ubica en un edifici conegut com a Crasta, el qual es va construir a principis del segle XX i ha fet funcions d'escola, ajuntament, biblioteca,... l'edifici, a diferencia de la resta de cases del conjunt, consta de planta baixa i coberta. Totes aquestes construccions constitueixen un entorn urbà que dona suport a l'Haro i les festes que s'hi celebren al seu voltant.

## Història
La festa de la plaça deth Haro forma d'aquells esdeveniments de tradició ancestral que aporten una identitat singular i única en el context de les tradicions a Catalunya. Malgrat que el ritu està documentat a tots els pobles de la Val d'Aran, ha perviscut únicament a Les i Arties pel fet de coincidir amb les festes patronals.
L'1 de desembre del 2015 va ser inscrita en la llista representativa del Patrimoni Cultural Immaterial de la UNESCO, en el marc de l'expedient de les festes del foc del solstici d'estiu dels Pirineus.